# Nagykőrös
Nagykőrös je mesto na Madžarskem, ki upravno spada v podregijo Ceglédi Županije Pešta.